# Aula
Aula (grč. aule »dvorište«), kod grčkih građevina najprije otvoreno dvorište ispred zgrada ili okruženo stambenim zgradama, kod većih građevina odijeljeno trijemovima (peristil), odgovara atriju rimske kuće. U rimsko carsko doba aula je naziv za vladarske palače, a tako se upotrebljavala i u doba humanizma i klasicizma (Aula est pro nobis! tj. kraljevski dvor je uz nas! — tvrdili su naši Ilirci). 
U starokršćanskoj terminologiji znači najprije crkveno predvorje, poslije glavnu lađu, pa i čitave crkve. Danas se tako zovu velike svečane dvorane u sveučilišnim, školskim i drugim zgradama.